# Province d'Ilo
Pour les articles homonymes, voir Ilo.
La province d'Ilo (en espagnol : Provincia d'Ilo) est l'une des trois provinces de la région de Moquegua, au sud du Pérou. Son chef-lieu est la ville d'Ilo.

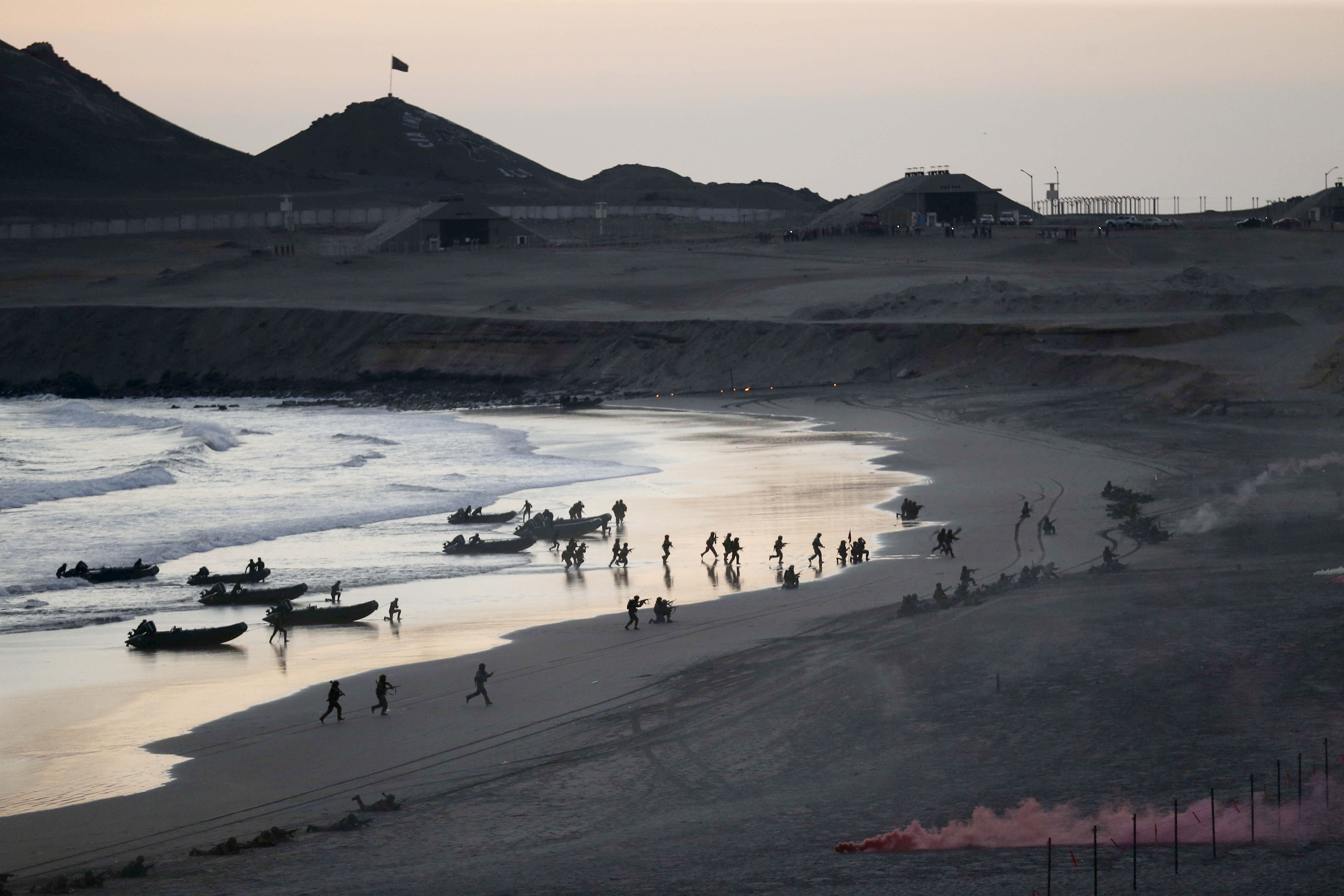
L'aviation, la marine et l'armée ont démontré le développement de leurs capacités militaires

## Géographie
La province couvre une superficie de 1 523,44 km2. Elle est limitée au nord par la province de Mariscal Nieto, à l'est par la province de Jorge Basadre (région de Tacna), au sud par l'océan Pacifique et à l'ouest par la province d'Islay (région d'Arequipa).

## Population
La population de la province s'élevait à 63 037 habitants en 2005, contre 51 481 en 1993.

## Subdivisions
La province d'Ilo est divisée en trois districts :
- El Algarrobal
- Ilo
- Pacocha